# 仮設住宅
仮設住宅（かせつじゅうたく、英: Temporary housing, Temporary home）は、自然災害などにより住居を失った者に対して行政が貸与する仮設の住宅。

## アメリカ合衆国
アメリカ合衆国では国家安全保障省所管の連邦緊急事態管理庁 (FEMA) などが担当官庁となる。災害発生時にはアメリカ陸軍工兵隊が被災した重要な公共施設の復旧、仮設住宅や発電機の設置を支援している。FEMAの職員が被災地に向かう時は、陸軍工兵隊に所属する災害の専門家も一緒に被災地に派遣される。
2012年10月に発生したハリケーン・サンディの際の陸軍工兵隊による災害復旧計画では、約51億ドルの予算措置のうち施設整備費が76％であった。
アメリカではトレーラーハウスの仮設住宅が活用されている。また、公営住宅制度によって、被災者がホームレスとなることを防止することも多い。
- FEMAの仮設住宅（2007年8月カンザス州の洪水の被災者のために100以上用意されたもの）
- 2007年のカンザス州トルネード被災地のための仮設住宅のシャワー・ユニット
- 仮設住宅のキッチン・ユニット（レキシントン、2010年4月24日のトルネード被災者用)

モバイル・ホーム（トレーラーハウス）タイプ
- ハリケーン・カタリーナで被災した人々のための仮設住宅群としてもうけられたトレーラー・パーク
- 災害に備えたモバイル・ホーム（トレーラーハウス）の備蓄
- 内装例
- 内装例
- 内装例

## 日本
日本の行政用語では「応急仮設住宅」という。略称は仮設。
災害が発生した場合、都道府県知事が災害救助法の適用の適否を判断し、その災害について適用すると決まった場合、同法に基づいて被災者に対し応急仮設住宅が供与される。
応急仮設住宅が供与される対象は「住家が全壊、全焼又は流失し、居住する住家がない者であって、自らの資力では住家を得ることができないもの」とされており、また応急仮設住宅の種類としては、建設し供与するもの（「建設型応急住宅」）、民間賃貸住宅を借上げて供与するもの（「賃貸型応急住宅」、いわゆるみなし仮設）またはその他適切な方法により供与するものがある。建設型の場合、着工は災害の発生の日から20日以内、貸与期間は建築基準法に基づく期間（完成の日から2年以内）と規定されている。
2017年3月31日まで、厚生労働省が災害救助法に準じて示している1戸あたりの標準仕様は、広さが29.7 m²、価格が238万7000円となっていた。それ以外の細かな仕様は、被災地の都道府県に委ねられていた。2017年4月1日より、東日本大震災の教訓から仮設住宅一戸当たり29.7 m²の規定を廃止して、都道府県が実情に合わせて広さや間取りを決められるようになり、価格は551万6000円となった。設置場所は、原則として公園や学校の校庭などの公有地が選ばれるが、適した場所がない場合は民有地の活用も可能とされている。
構造・工法としては、主にプレハブ工法による組立タイプとユニットタイプが用いられている。木造タイプが作られることや、トレーラーハウスが用いられることもある。災害によってインフラが破壊された地域において、仮設住宅は一度に早く、安く、大量に供給が求められるため、都道府県は普段から業界と協定を結んでいるが、立地・電気・水道・下水道のインフラが整っている場所を大量に確保するのは困難であり、大規模な災害の場合、建設のスピード・用地の確保がしばしば問題となる。また、木材が手に入る場所では木造仮設住宅が適するケースもある。東日本大震災では一度に需要が集中したため、従来の工法だけでは期限内に建てられる仮設住宅の戸数が不足した。その結果、様々な仮設住宅が提案、建設された。
宮城県気仙沼市大島などではアメリカ製のトレーラーハウスが仮設住宅の代わりとして使用されることが決まった。支援団体によって20台が提供されたもので、1台あたり約300万円と、一般的な仮設住宅を設置・撤去する費用よりも安い。福島県二本松市では、ログハウスの仮設住宅が建設された。岩手県大槌町では、ロフト付きの木造仮設住宅が設置された。さらに宮城県女川町では、平地が少ない女川町の地勢に対応するため、日本の仮設住宅としては初の海上コンテナによって3階建構造を実現したコンテナハウスの設置を行った。

### 歴史

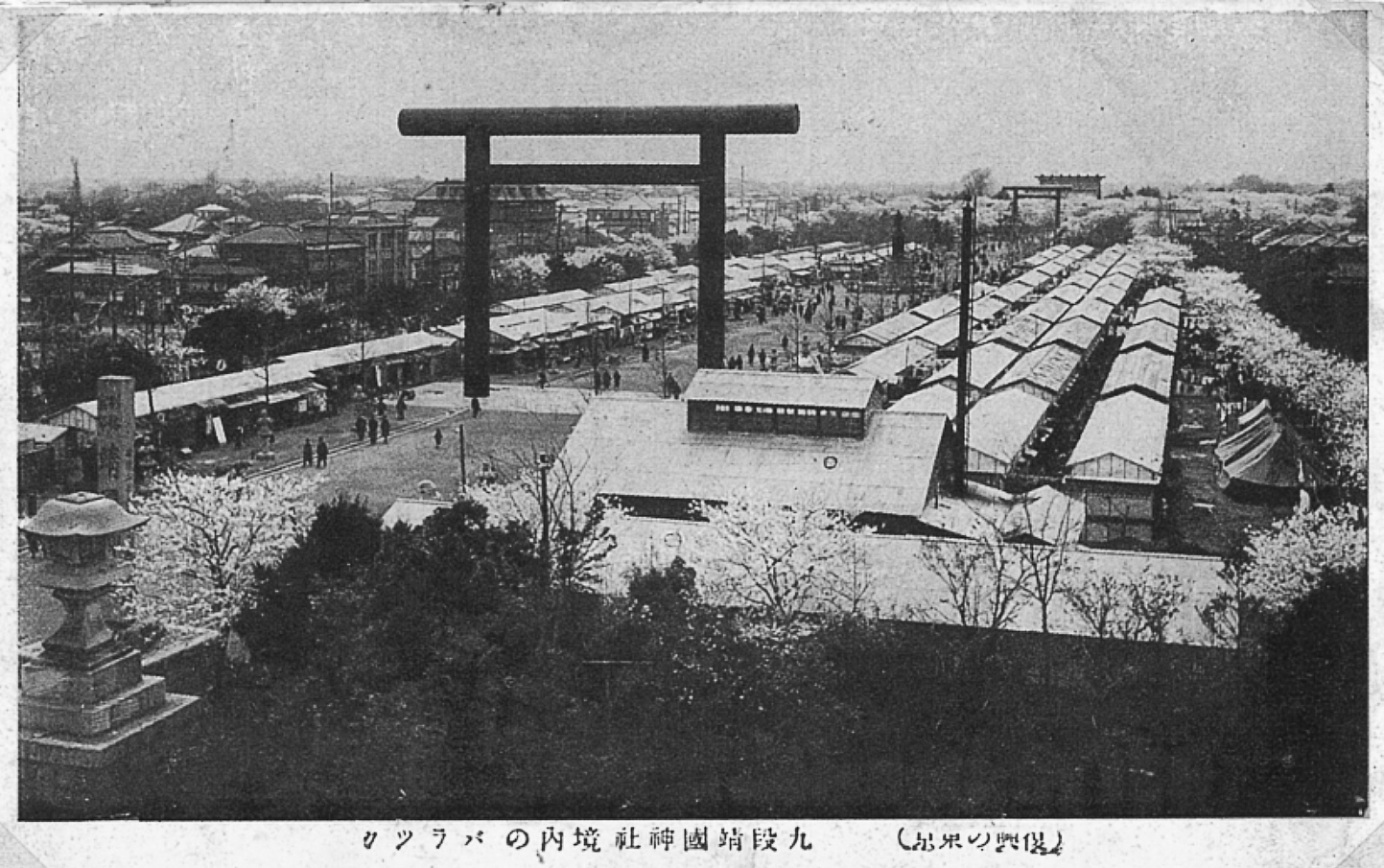
関東大震災後に靖国神社に設置された仮設住宅（1923年）

1923年の関東大震災では多くの家屋が焼失したため、靖国神社などに仮設住宅が設置された。その後、阪神・淡路大震災、新潟県中越地震、東日本大震災、熊本地震、能登半島地震などでも設置されている。
- 1947年 - 災害救助法第23条の制定により応急仮設住宅が制度化される。
- 1959年 - 伊勢湾台風、建設14,192戸[13]
- 1995年 - 阪神・淡路大震災、発注48,300戸[14]
- 2004年 - 新潟県中越地震、建設3,460戸[15]
- 2009年 - 台風9号での兵庫県、建設42戸
- 2011年 - 東日本大震災、建設52,182戸[16]
- 2011年 - 平成23年7月新潟・福島豪雨、建設8戸
- 2012年 - 九州北部豪雨、建設75戸
- 2012年 - 台風6号、建設8戸
- 2013年 - 7月28日からの大雨での山口県、建設40戸
- 2013年 - 台風24号、建設25戸
- 2013年 - 台風26号、建設29戸
- 2016年 - 熊本地震、建設3,605戸

- 阪神・淡路大震災における仮設住宅（1995年）
- 新潟県中越地震における仮設住宅（2004年）
- 福島第一原子力発電所事故における仮設住宅（2011年）
- 東日本大震災後に七ヶ浜サッカースタジアム内に設営された仮設住宅（竣工前）
- 東日本大震災後に宮城県石巻市に設置されていた仮設住宅の内部

### 諸問題
仮設住宅は避難所での段ボールなどで仕切った環境よりは快適だが、通常の住宅ほど好環境ではないため、仮設住宅暮らしが1 - 2年以上に及ぶと、環境の悪さによって健康を害する居住者の割合が次第に増えていく。壁や窓が簡素な造りであることから、隣家の生活音が気になったり、プライバシーが十分に確保できないといった問題も発生する。
阪神・淡路大震災では、被災前の居住地に関係なく仮設住宅が割り振られたことからコミュニティが分断・消滅してしまい、高齢者を中心に孤独死も発生した。そこで、新潟県中越地震以降は元の居住地ごとにまとまって入居できるような配慮も行われている。
だが、災害で住宅や仕事を失い、さらにすでに高齢になっている人は、長期のローンを組んで住宅を新たに購入することは難しく、結果的に仮設住宅暮らしを続けざるを得ない人が多い。年齢が若くローンを組んで新たな住宅を購入できた人でも、失った住宅の分と新たな住宅の分とで二重にローンを背負うことになり、過重な債務により家計が成り立たず、家庭が崩壊したり、離婚に追い込まれたりするといった問題も控えている。これらに対して、個人に対しては自然災害による被災者の債務整理に関するガイドライン、事業者に対しては東日本大震災事業者再生支援機構法案があり、救済が図られている。